# Маневичи
Мане́вичи (укр. Маневичі) — посёлок в Камень-Каширском районе Волынской области Украины. Административный центр Маневичской поселковой общины.

## История
Посёлок возник в 1892 году как железнодорожная станция во время строительства железнодорожного участка Ковель — Сарны Ковельской железной дороги Российской империи. Название от близлежащего села Маневичи.

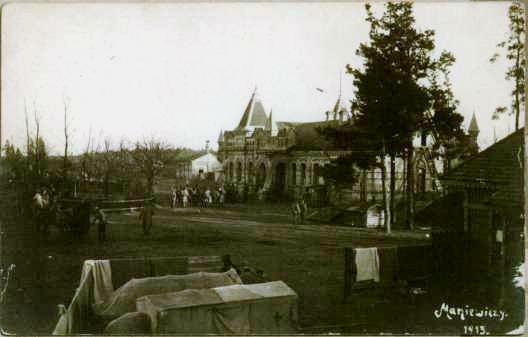
Здания вокзала, нач XX ст.

В марте 1916 года военнослужащие Польских Легионов австро-венгерской армии, которые дислоцировались в лесах под Маневичами, создали футбольную команду «Команда Легионов» (Drużyna Legionowa). Осенью 1916 года команда была переведена в Варшаву, а 31 июля 1922 — реорганизована в Легия Варшава.
В 1930-х годах интенсивно разрастается благодаря развитию промышленности. Здесь, в частности, строится одна из фабрик бельгийского концерна «Parquets LaСhappelle». Возникают небольшие лесопильные заводы (тартаки). Посёлок населяли в основном евреи (приблизительно 50 %) и поляки (около 30 %). Здесь жили также русские, украинцы, немцы. В междувоенный период действовали католическая (костел построен в 1934—37 гг.), евангелическо-лютеранская церковь и иудейская община (немецкая кирха и синагога не сохранились).
После начала Великой Отечественной войны 28 июня 1941 года Маневичи были оккупированы наступавшими немецкими войсками. Почти всё еврейское население Маневичей было уничтожено в 1942 году. 2 февраля 1944 года в ходе Луцко-Ровенской наступательной операции Маневичи были освобождены советскими войсками.
1 мая 1945 года здесь началось издание районной газеты.
В 1974 году здесь действовали пищевой комбинат, маслозавод, торфобрикетный завод, мебельная фабрика и рыбное хозяйство, а также проводились лесозаготовки.
В ходе административно-территориальной реформы в Украине, в 2020 году Маневичский район был упразднён, а посёлок стал административным центром Маневичской поселковой общины Камень-Каширского района.

## Население
В январе 1989 года численность населения составляла 8 937 человек. По переписи 2001 года — 10 260 человек. В 2006 году население посёлка составило 10 321 человек, в 2008 — 10 688 чел., в 2009 — 10 724 чел., в 2010 — 10 898 чел., в 2011 — 10 919 чел., в 2012 — 10 966 чел., В 2013 — 10 993 чел.

### Языковой состав
Родной язык населения по данным переписи 2001 года:
| Язык       | Численность, чел. | Доля     |
| ---------- | ----------------- | -------- |
| Украинский | 9 945             | 98,28 %  |
| Русский    | 143               | 1,41 %   |
| Другие     | 31                | 0,31 %   |
| Итого      | 10 119            | 100,00 % |

## Экономика

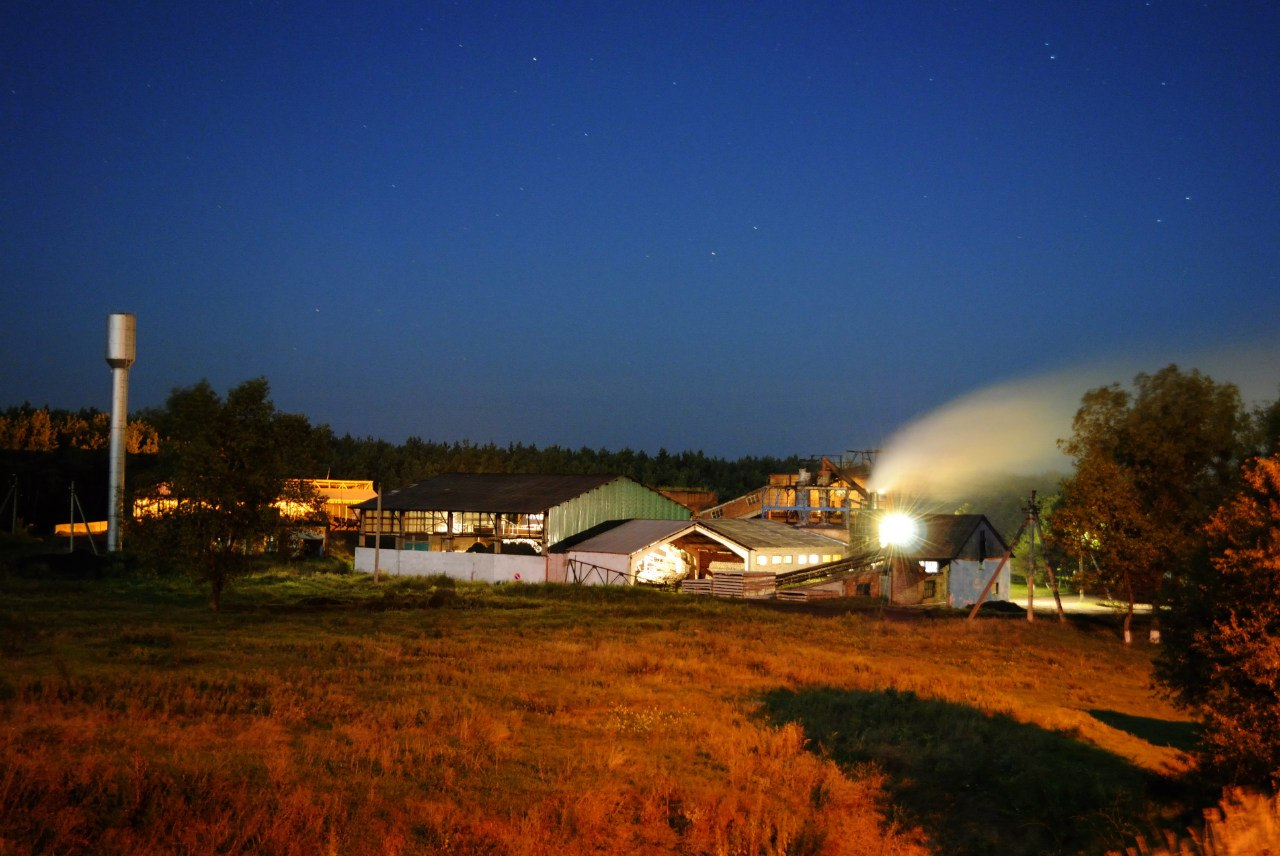
Торфобрикетный завод

В Маневичах работает завод по производству торфобрикетов, государственное предприятие обработки древесины, частные пилорамы. Польско-украинское предприятие, занимающееся заготовкой грибов и ягод, а также их экспортом в страны ЕС. Развиваются экономические связи с Польшей. В посёлке работают филиалы ведущих украинских банков.

## Транспорт
Железнодорожная станция на линии Ковель — Сарны Львовской железной дороги.

## Достопримечательности
Железнодорожный вокзал (1905). Римско-католический костел Святого Духа (1934). Недалеко от Маневич (на трассе Маневичи — Луцк) расположен уникальный гидрологический объект — Оконские ключи (укр. Оконські джерела), известные своей неповторимой чистой водой с особенным химическим составом.

## Галерея

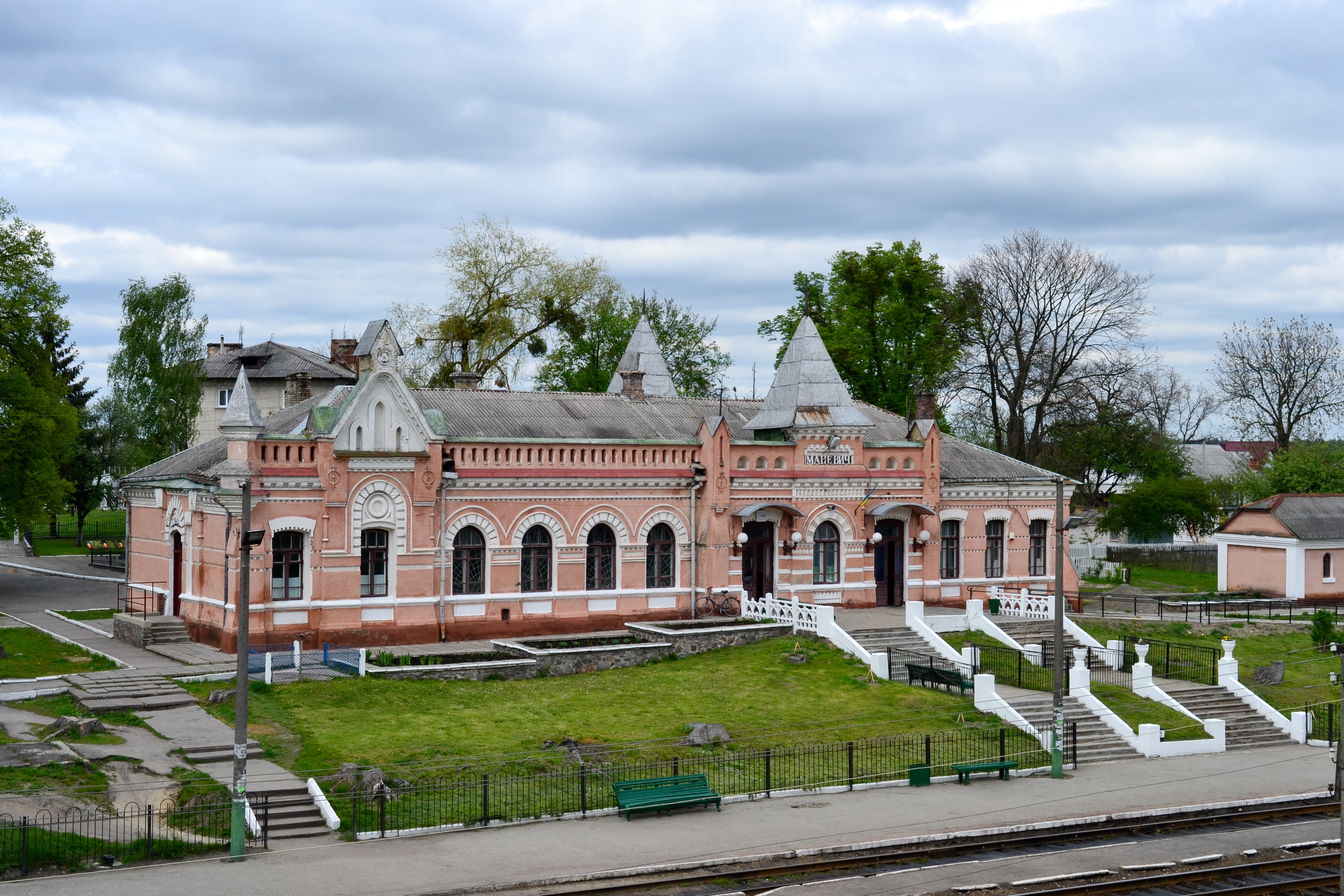
Железнодорожный вокзал
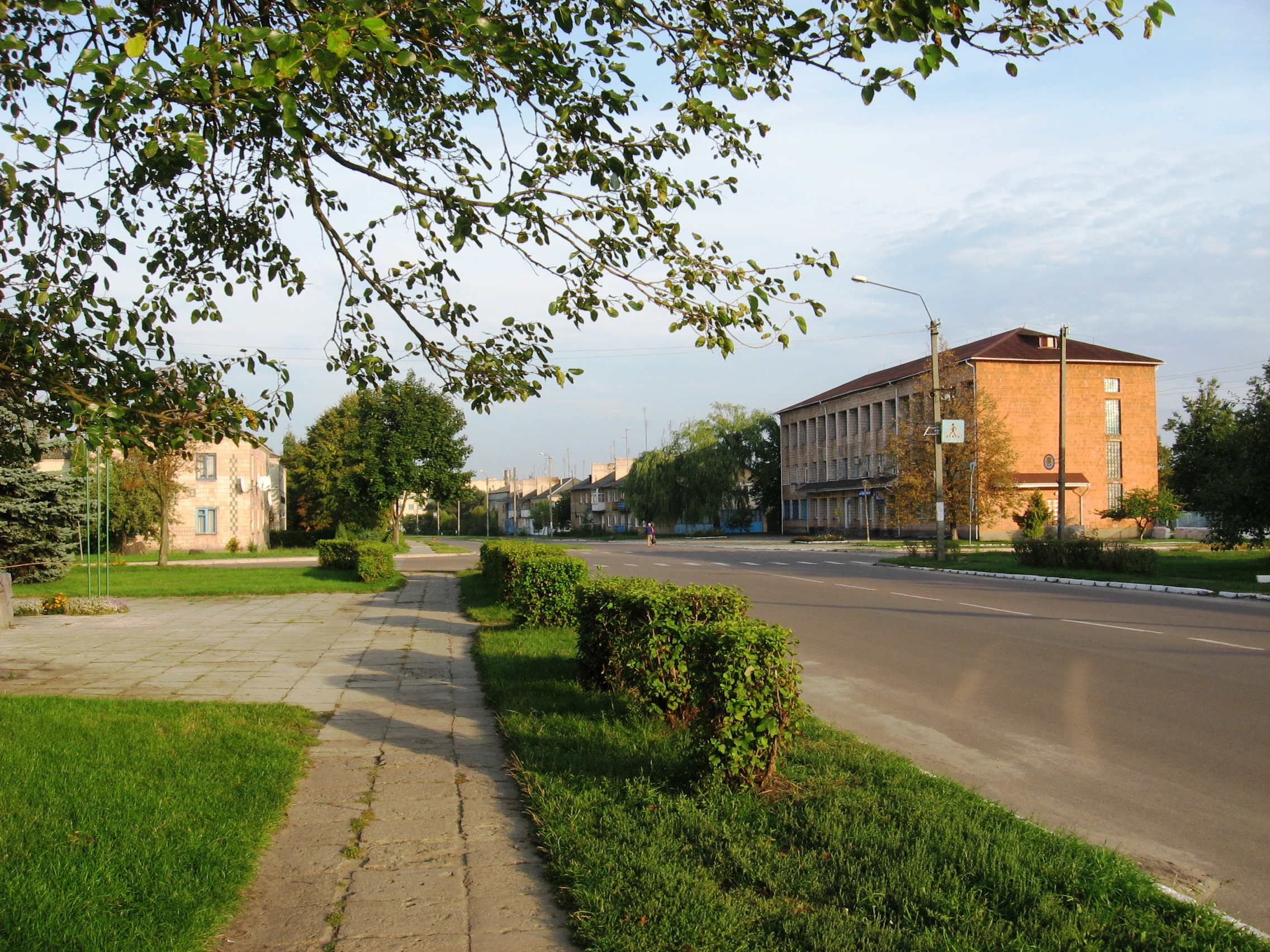
Улица Независимости.
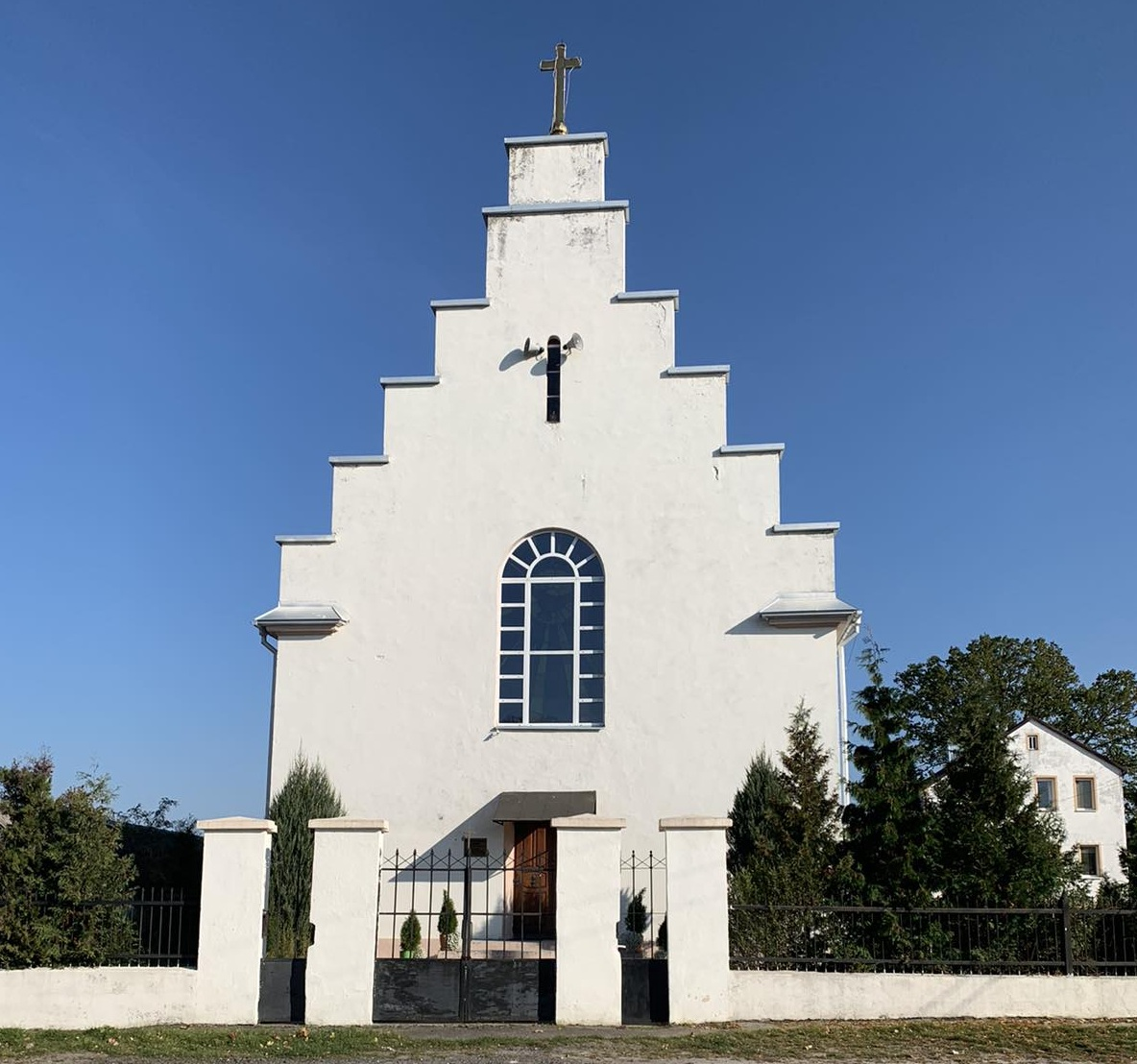
Католическая Преображенская церковь
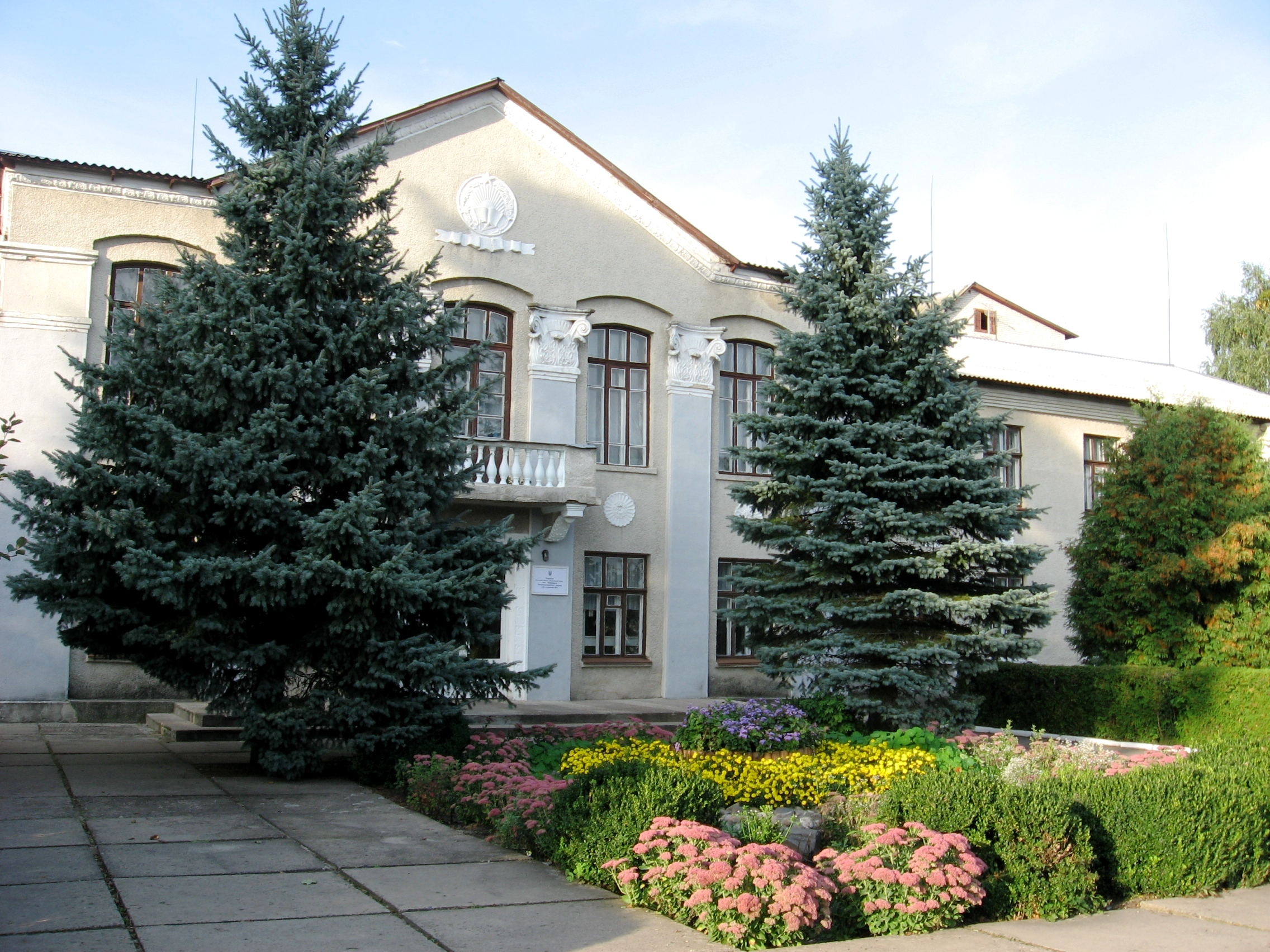
Школа № 1
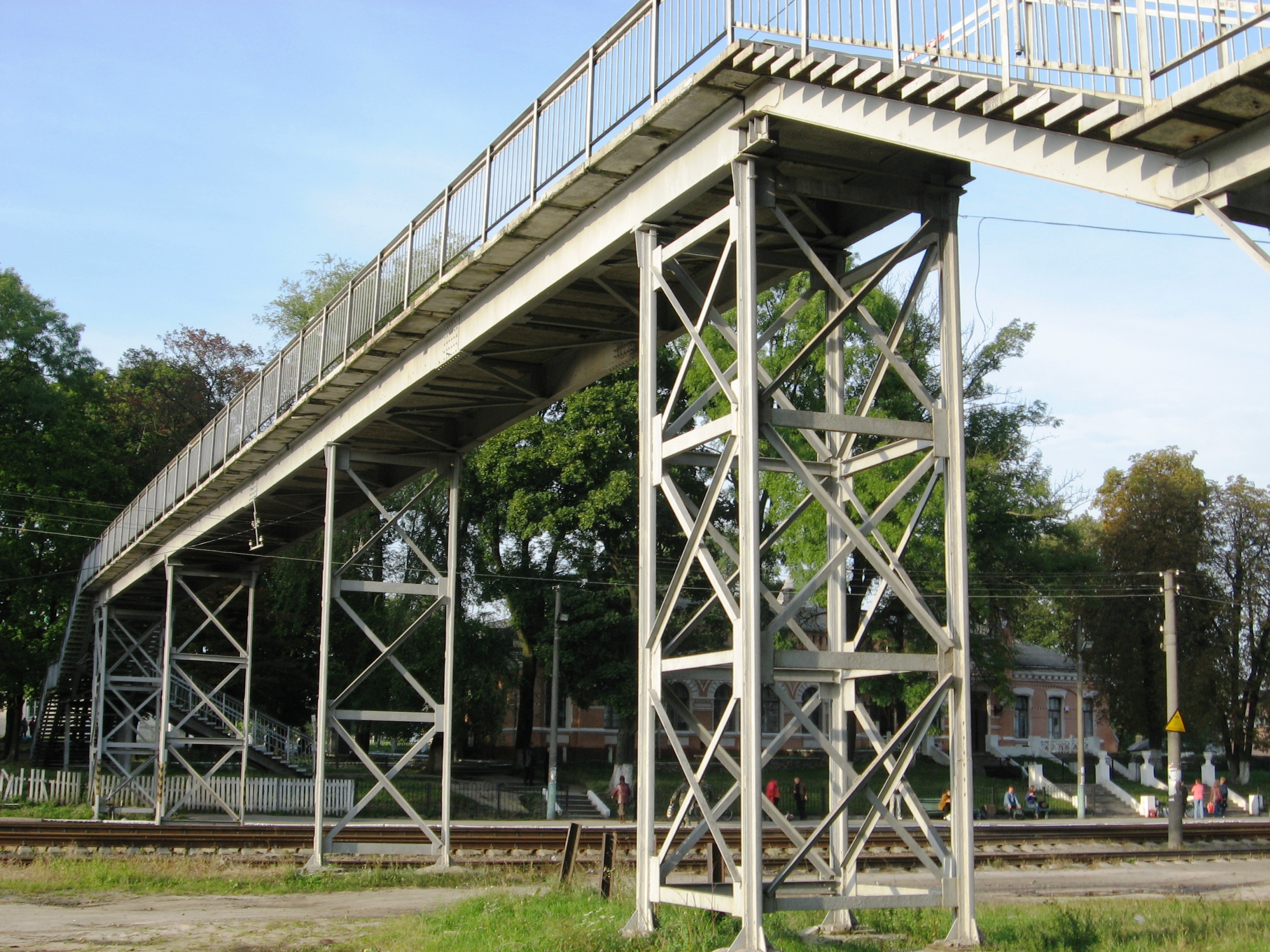
Пешеходный мост
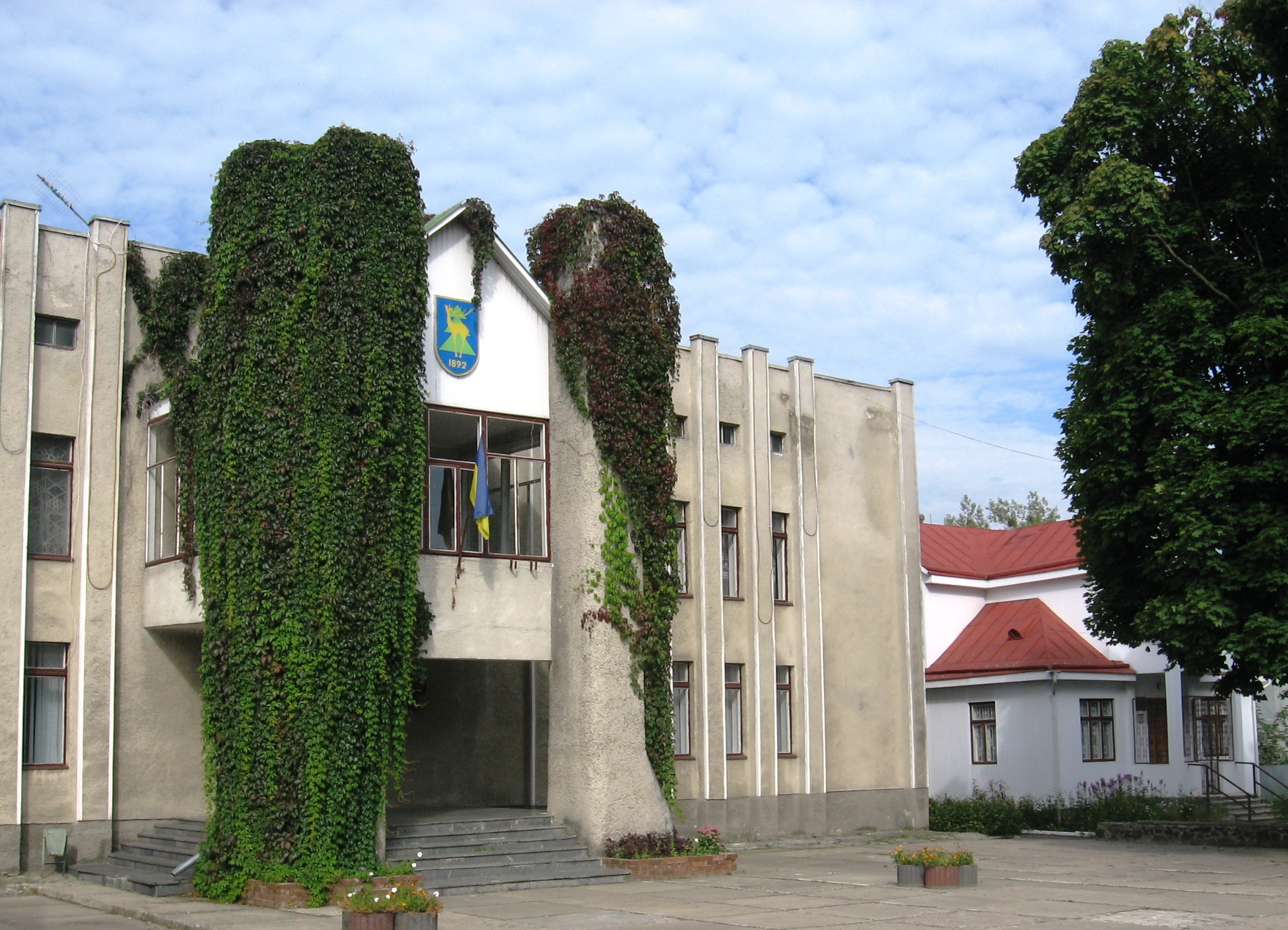
Поселковый совет
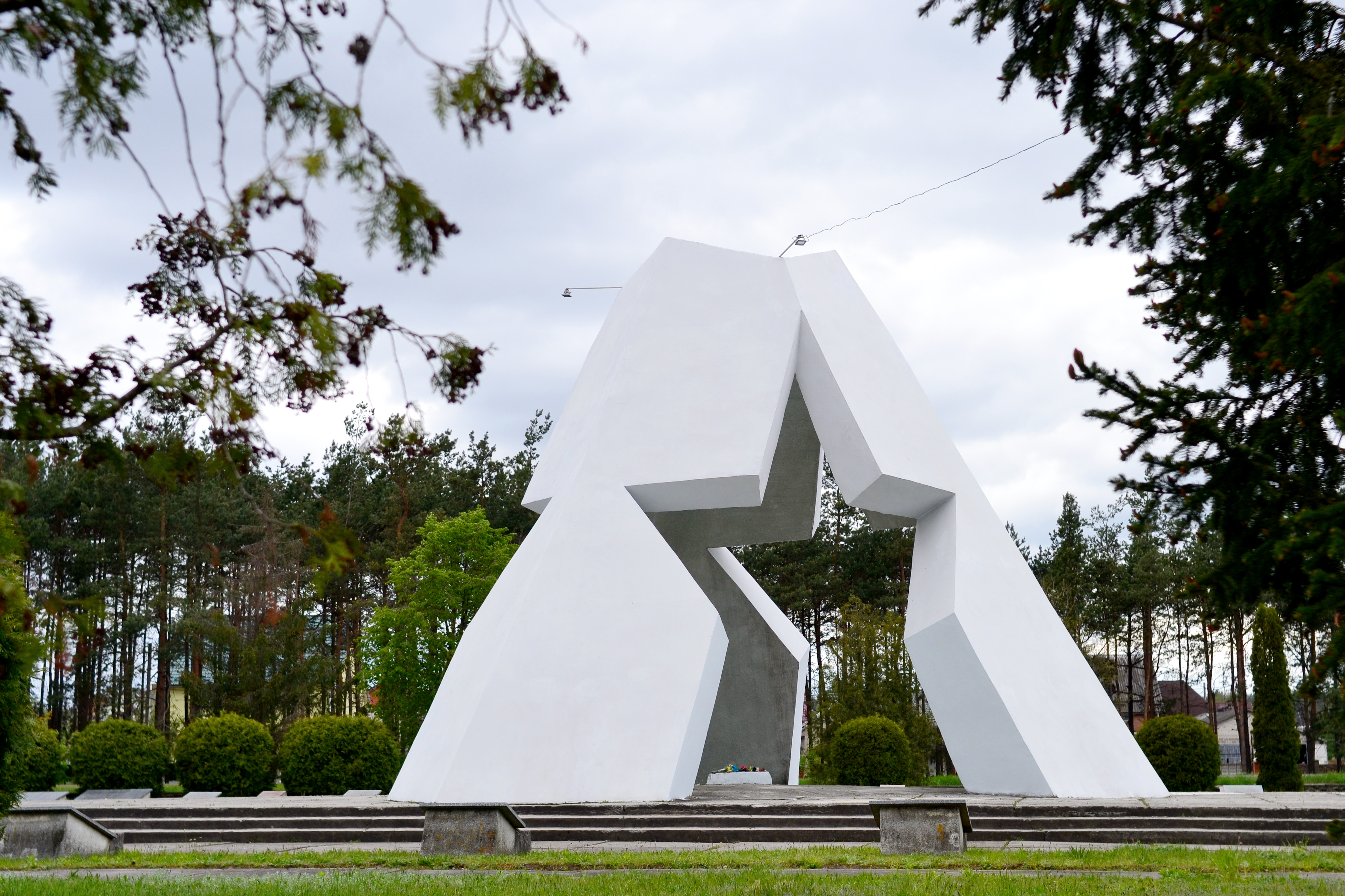
Мемориальный комплекс жертвам Второй мировой войны
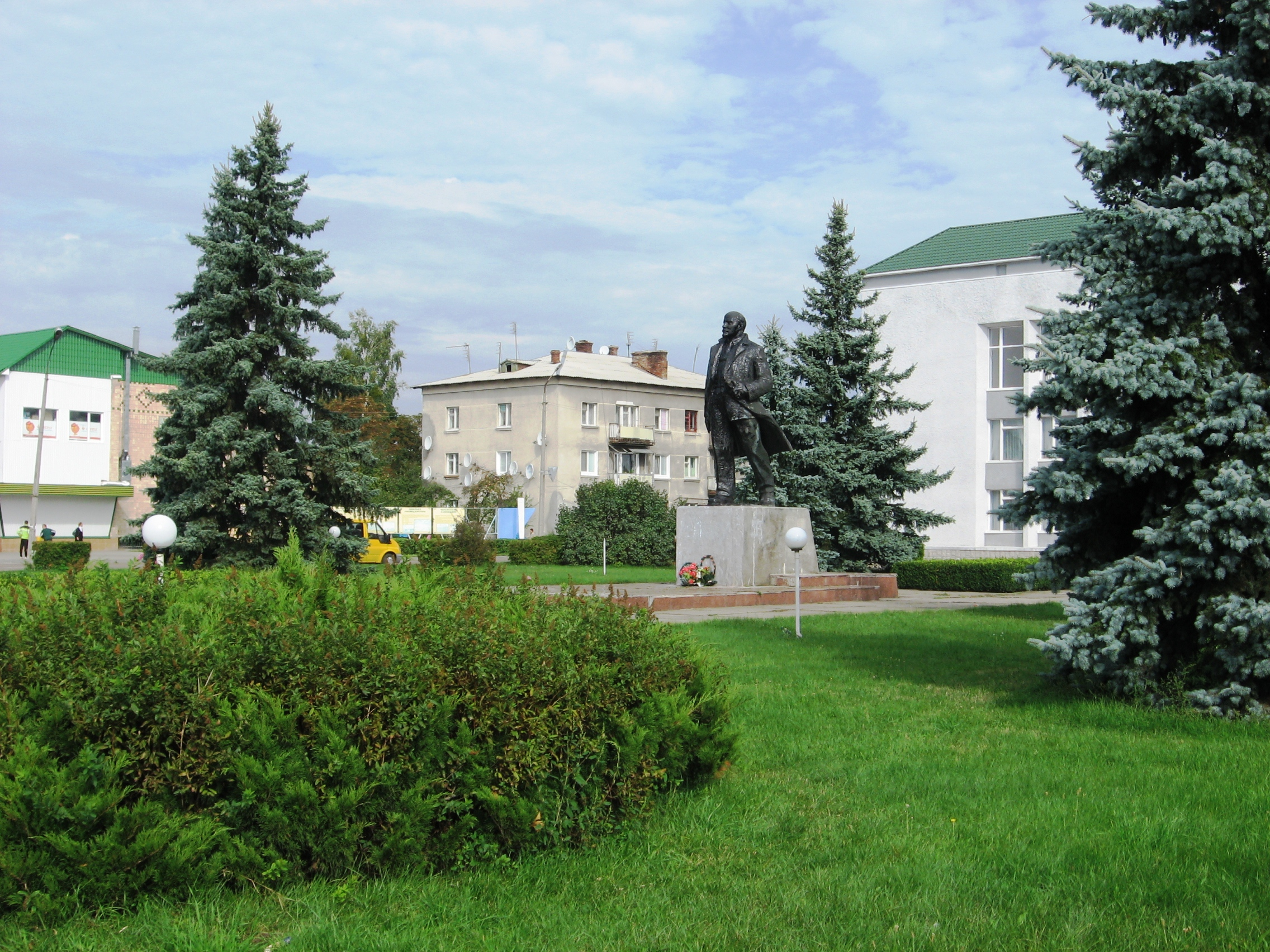
Центральная площадь

## Города-побратимы
- Згеж, Польша
- Вараш, Украина
- Купишкис, Литва